# 궤간 변경
서로 다른 두 궤간의 철도가 만날 때 궤간 변경이 발생한다. 원래 노선과 지선의 궤간이 같았다가 본선만 개궤한 경우도 포함된다. 한 노선이 다른 노선과 같은 궤간으로 개궤되지 않거나, 별도의 궤간 변경 장치가 장착된 철도 차량을 사용하지 않는 경우에는 직통 운행할 수 없고, 승객은 환승하거나 화물은 환적해야 한다. 이 경우 환승과 환적에 시간이 추가로 걸린다.

## 해결법

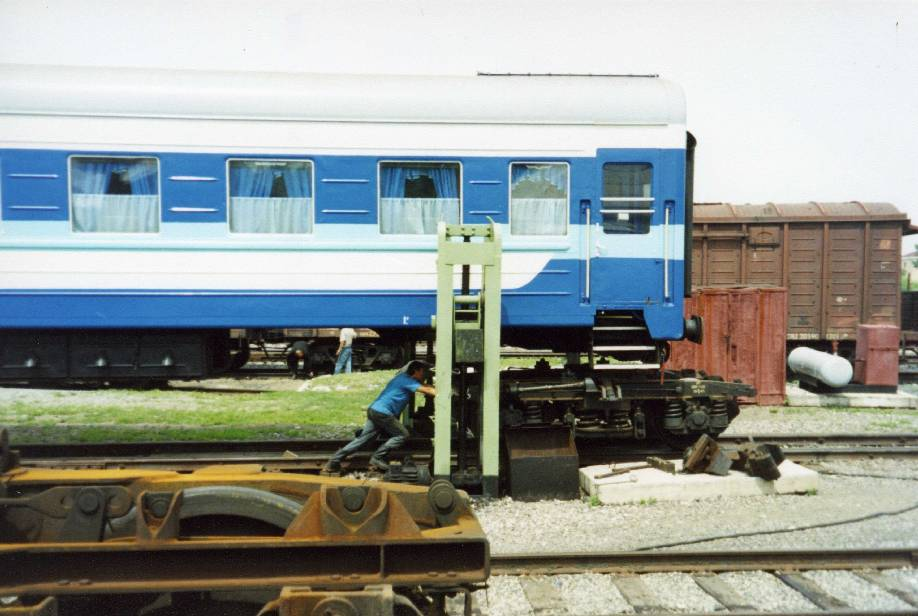
중국-러시아 국경에서 일어나는 대차 교환 작업

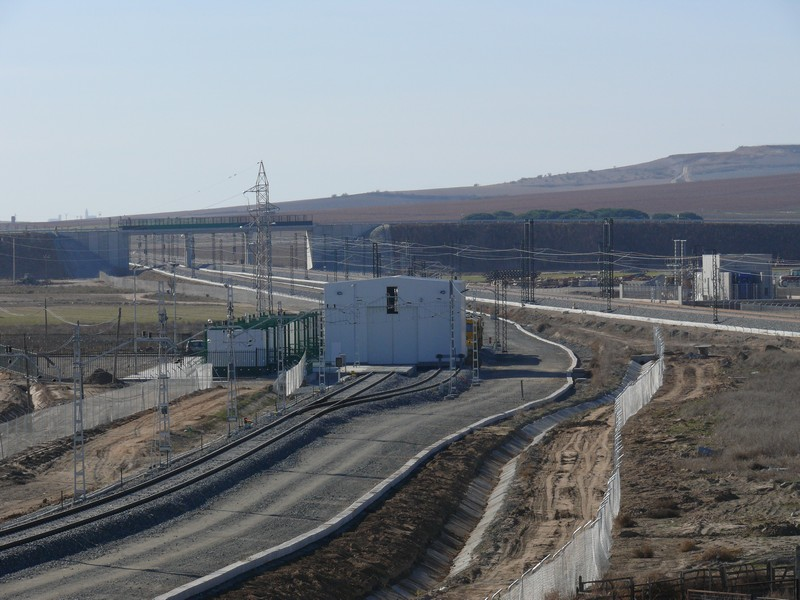
스페인 바야도이드에 있는 궤간 변경 장치

환승은 여객에게 불편함을 가져오고, 환적에는 시간이 걸리며 화물을 손상시킬 수 있다. 서로 다른 화차의 적재 한계가 맞지 않을 경우 화물을 나누거나 다시 합쳐야 한다. 환승과 환적을 피하기 위하여 가변 궤간 차축을 장착하거나, 철도 차량의 대차를 교환하는 등의 여러 방법이 사용된다. 두 경우 다 궤간에 따라 달라지는 차량 한계를 고려해야 한다. 가변 궤간 차축은 운행 중에는 특정 궤간으로 고정되어 있다가, 궤간 변환 시설을 저속으로 통과하면서 고정 장치를 풀고 새로운 궤간으로 변경하는 형태이다. 대차 교환을 위해서 대차 분리가 쉬운 철도 차량을 만드는 경우도 있다.

### 특수 차축
탈고와 CAF에서는 가변 궤간 차축을 개발하여 표준궤와 이베리아 궤간 사이를 직통하는 열차에 사용하고 있다. 일본에서는 케이프 궤간과 표준궤 사이를 직통하는 열차를 개발하였고, 아직 영업 운행에 사용하지는 않는다. 중국이나 북한/러시아 국경에서는 철도 차량의 대차를 교환하여 다른 궤간에서 운행할 수 있도록 한다. 이러한 사례를 제외하면 서로 다른 궤간 사이의 직통 운행은 거의 불가능하다.
가변 궤간 차축이나 대차 교환은 비용이 발생하므로, 여객 열차의 경우에는 궤간이 바뀌는 주요 역까지만 열차를 운행하여 그 곳에서 환승을 유도한다. 야간 열차의 경우에는 승객을 일일이 깨울 수 없으므로, 환승보다 시간이 오래 걸리는 한이 있더라도 대차를 교체한다.

### 차량 위에 차량 적재
차량 위에 다른 차량을 적재하는 경우, 특수 이송 차량을 사용하거나 평판차에 다른 궤간의 철로를 부설하기도 한다. 차량사업소와 역이 같은 궤간을 사용하지만 직접적으로 연결되어 있지 않은 경우에 사용할 수 있는 방법이다. 1950년대 오스트레일리아에서 개궤 작업 중 임시로 사용한 적이 있었다. 협궤 차량을 표준궤 선로를 통해 이송할 때에도 이 방법을 사용하며, 독일, 오스트리아, 체코에서 사용한 적이 있다. 일본에서는 신칸센 규격 화차에 협궤 차량을 적재하는 트레인 온 트레인의 시안이 개발 중이다.

### 컨테이너화
큰 컨테이너를 사용해서 서로 다른 궤간의 화차간을 상대적으로 쉽게 이동시킬 수 있다. 컨테이너 화차의 규격이 같다면 간단한 이동 작업 몇 번으로 화차간을 이동시킬 수 있다. 작업 시간은 컨테이너 수에 비례하므로 이를 감안하여 운행 계획을 짜야 한다. 컨테이너 크레인이나 포크 리프트는 이동이 자유로우므로 궤간 변경에 빠르게 대처할 수 있다.

### 3선궤
때때로 종착역이나 환승/환적 지점까지 3선궤 이상을 설치하는 사례도 있다. 과거 오스트레일리아에서 궤간의 표준이 정해지기 전까지는 주별로 궤간이 달랐으며, 일부 지역의 궤간을 통일하기 전까지는 서로 다른 지역의 궤간으로 건설된 철도가 다른 지역의 거점역까지 들어와서 환승을 도울 때도 있다. 이것이 듀얼 게이지이다.
폴란드는 1435mm 표준궤를 사용하지만 우크라이나 등 구 소련권 국가는 1520mm 러시아 궤간을 사용한다. 폴란드 남동부에는 1520mm 궤간 화물 전용선이 있어서, 구 소련권 지역으로 환적 없이 화물을 유통시킬 수 있다. 스웨덴과 핀란드 역시 같은 궤간 차이가 있어서, 국경 지역을 중심으로 1435/1520mm 4선궤가 설치되어 있다.

## 사소한 차이
궤간의 차이가 사소한 경우에는 직통 운행이 가능할 때가 있다. 러시아 궤간은 1520/1524mm 둘 다를 통칭하며, 이 정도 궤간의 차이는 같은 궤간 내에서도 차량 한계 수준의 차이이며, 직통 운행이 가능하다. 짧은 지선과 본선의 궤간이 차이나는 경우에는 환적 및 환승에 걸리는 시간이 작으므로 운행 지연을 줄일 수 있다.

## 사례

### 아프리카
아프리카의 철도는 식민지 시대에 건설되어서 궤간이 일정하지 않다. 아프리카에서 사용하는 궤간은 크게 1000mm 미터 궤간, 1067mm 케이프 궤간, 1435mm 표준궤가 있다. 이 외에도 여러 종류의 궤간이 더 있으며, 확장 및 연결 공사를 하는 경우 개궤하기도 하였다. 현재에도 궤간이 일정하지 않으므로 여러 나라나 사업자 사이를 이동할 때에는 환적 및 환승이 필요한 구간이 있다. 열차 페리를 사용하는 경우 궤간이 달라지기도 한다.

### 아시아
인도 지역에는 식민지 시절 건설된 다양한 궤간이 혼재되어 있으며, 가장 넓은 1676mm 인도 궤간으로 통일하는 유니게이지 프로젝트가 진행 중이다. 구 소련권 국가와 국경을 맞대고 있는 중국이나 이란, 북한 등지에도 궤간이 변경되는 구간이 있다.
태국이나 베트남 등 미터나 케이프 궤간을 사용하는 지역과 표준궤 사용 지역이 만날 때에도 궤간 변경이 발생한다. 일본은 일반 철도 노선은 1067mm 케이프 궤간, 신칸센은 1435mm 표준궤를 사용하며, 협궤를 사용하는 일부 지역에는 3선궤 설치나 개궤를 통하여 차량 한계가 조정된 신칸센 차량이 진입할 수 있다.

### 유럽
표준궤 1435mm/러시아 궤간 1520mm을 사용하는 지역 사이에서 궤간 변경이 가장 많이 일어나며, 남쪽으로는 불가리아부터 북쪽으로는 핀란드까지 펼쳐져 있다. 4선궤 및 별도 광궤/표준궤 노선을 설치하여 궤간 변경 문제를 해결한다. 프랑스와 스페인 사이는 1435mm 표준궤와 1668mm 이베리아 궤간이 만난다. 협궤 노선과 표준궤 노선이 만나는 경우도 존재한다.

### 오스트레일리아

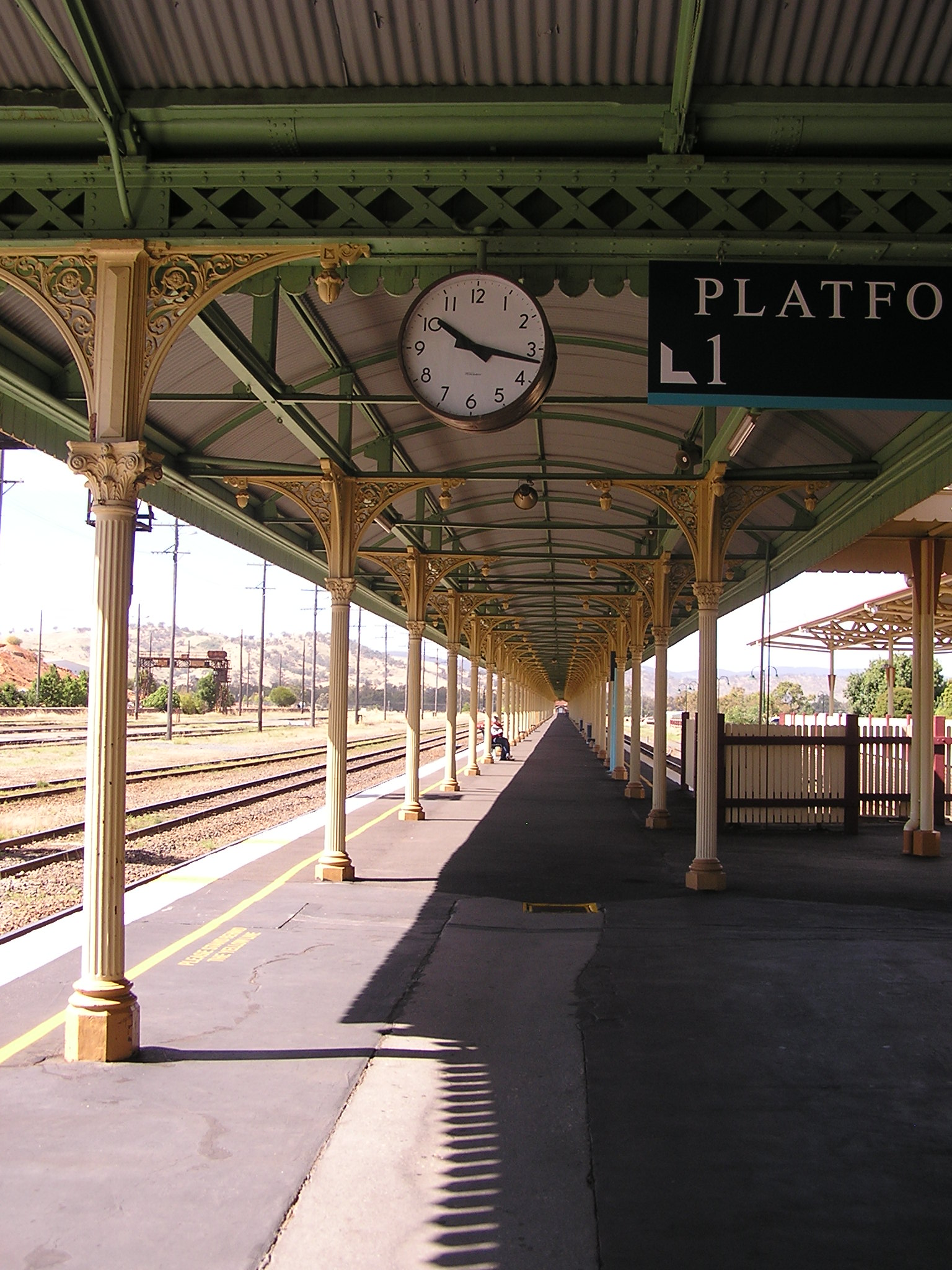
시드니-멜버른 철도 중간에 있는 궤간이 변경되는 지점. 양쪽 플랫폼 궤간이 다르다.

오스트레일리아에는 1067mm 케이프 궤간, 1435mm 표준궤, 1600mm 아일랜드 궤간이 혼재되어 있어서 여러 곳에서 궤간 변경이 일어난다. 퍼스 시내는 협궤, 교외는 표준궤가 설치되어 있어서 교외로 나가는 열차를 탑승하려면 열차를 갈아타야 한다. 1990년대 이후부터는 차후 개궤가 가능한 침목을 설치하거나, 표준궤로 궤간을 통일하여 환승의 불편을 줄이고 있다. 1930년대부터 생산된 증기 기관차는 일부를 제외하면 쉽게 개궤할 수 있도록 설계되어 있다. 같은 궤간을 사용하는 철도라 하더라도 사막이나 바다로 나뉘어 있는 경우에는 다른 방법을 사용한다.

### 아메리카
북아메리카 지역 미국, 캐나다, 멕시코는 모두 표준궤를 사용한다. 일부 협궤 철도는 관광용으로 사용 중이다. 남아메리카 지역은 궤간이 통일되어 있지 않고, 심한 경우 한 나라 안에도 여러 궤간이 혼재한다.

## 같이 보기
- 듀얼 게이지
- 가변 궤간 차축
- 개궤